# Arbre ampolla
L'arbre ampolla o braquiquíton (Brachychiton populneus) és un arbre que habita del sud de Queensland fins a Victòria (Austràlia) en hàbitats molt diversos, tant els secs com els humits. També rep el nom de pica-pica.

## Morfologia
Arriba a fer uns 8 i 10 metres d'alçada, amb un tronc recte de forma cònica i la capçada frondosa amb fulles lanceolades, sovint lleugerament lobulades. El braquiquíton és un arbre que té dos tipus de flors. Unes, on únicament la part femenina de la flor, el gineceu, és funcional, i unes altres on únicament la part masculina de la flor, l'androceu, és funcional. Les flors tenen forma de campana amb colors variables. El fruit és sec i dehiscent, de tipus esquizocarp, i es forma només a partir de les flors femenines. Són molt grossos, llenyosos i en forma de barqueta.
Les llavors serveixen d'aliment a diversos animals: els corcs, les larves d'escarabat i els vertebrats omnívors com els corbs australians, les garses i les rates negres. Els fruits i les llavors que no han estat completament menjats i digerits es converteixen en un banc de llavors que germinarà amb les pluges d'hivern.
A Austràlia, Brachychiton populneus s'ha convertit en un arbre molt comú a causa de l'extensa dispersió de les llavors que fan els vertebrats i, també, perquè desenvolupa un tubercle a l'arrel que el fa resistent a ambients mediterranis alterats.

## Usos
Els aborígens australians es menjaven les llavors torrades. Les fulles poden servir com a farratge d'emergència per als animals. És utilitzat com arbre ornamental: B. populneus i altres espècies del mateix gènere Brachychiton com l'Arbre ampolla de Queensland (B. rupestris) i B. acerifolius s'han hibridat artificialment per aconseguir híbrids ornamentals.

## Galeria

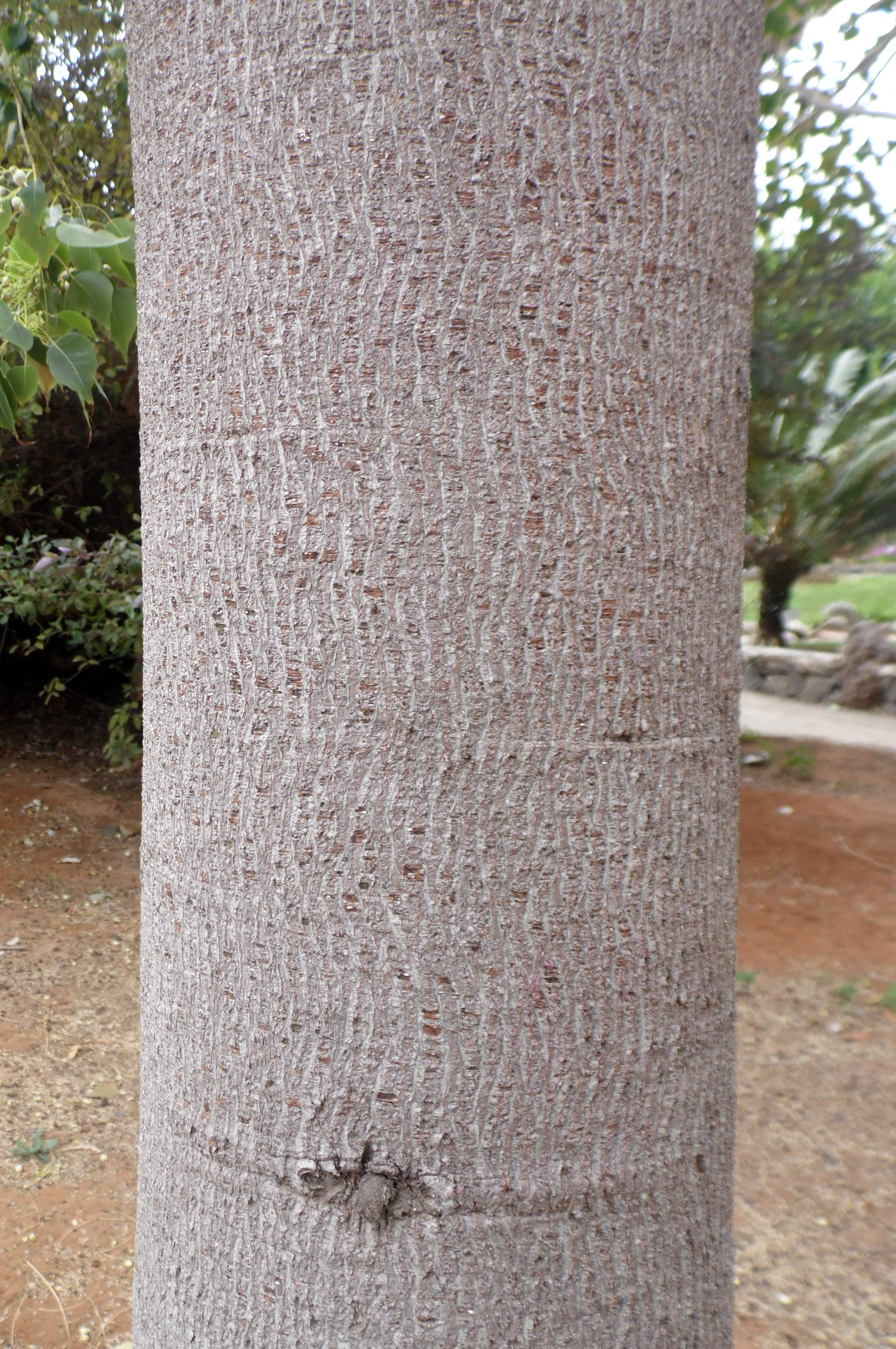
Escorça
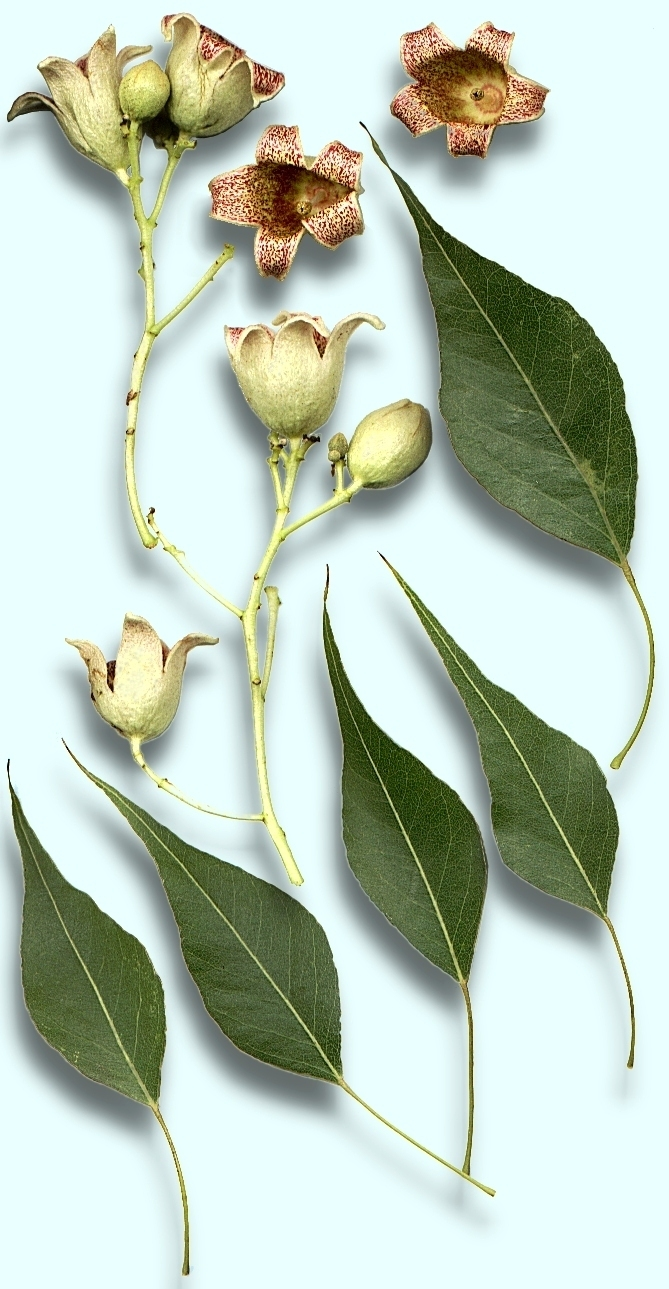
Detall de fulles i flors
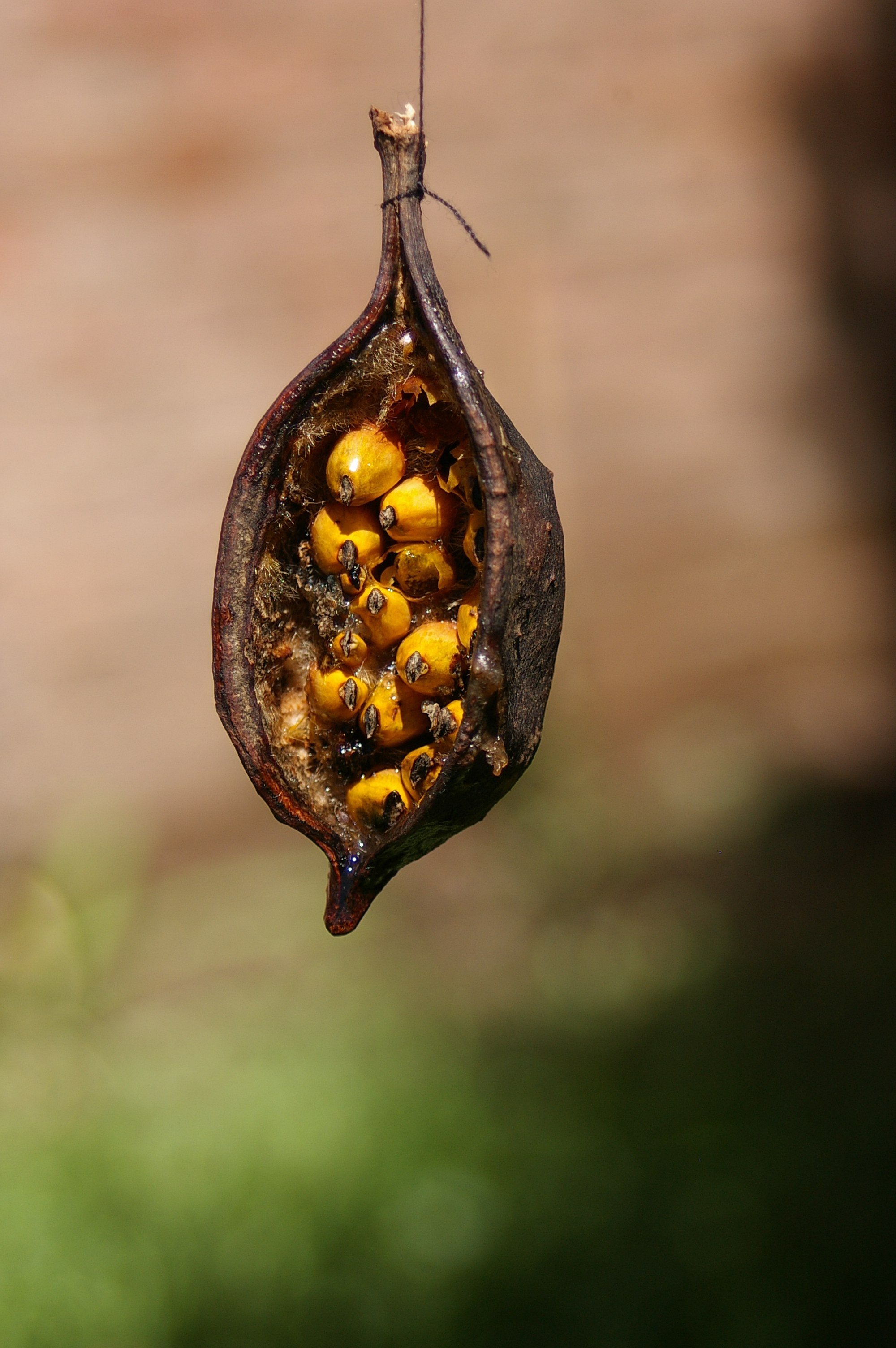
Fruit